# 澤村昭夫
澤村昭夫（さわむら あきお）は、日本の起業家。株式会社プロフェリエ代表取締役社長。パソナグループの社内ベンチャー制度にて、2016年に約2000件の事業アイディアから新規事業化案件として1件選定され、2017年、株式会社プロフェリエを創業。

## 経歴
広島県広島市出身。
大阪市立大学経済学部卒業。専攻は環境経済学（卒論より）。AIESECジャパン所属（大阪市立大学委員会委員長）。 
大学卒業後、株式会社パソナに新卒入社。

### 株式会社プロフェリエ事業概要
- 個人向けマンツーマン・プロフェッショナル・マッチング事業

・プロフェリエサイト運営事業（個人ユーザー向け）
・プロフェリエデスク運営事業（個人ユーザー向け）
- 法人向けマンツーマンサービス事業

・法人会員トータルサービス（マンツーマンプラットフォームのSaas活用）
・パーソナライズ・パッケージサービス（個にフォーカスした人財開発・福利厚生制度）
- 法人向けプロフェッショナル・エージェント事業
- コワーキングスペース運営・ソフトコンテンツ企画開発事業
- ラーニング・カルチャーサロン企画・運営事業
- オトナCanPASSサービスの運営事業

## 人物

### 講演・メディア実績
Wellulu　【澤村昭夫氏】ウェルビーイングな生き方を実践。プロの力を活かして自分らしく生きていく　https://wellulu.com/meeting-people/25323/
月刊事業構想　1億総起業社会　『フリーランス活躍のインフラに　パソナ新規事業「プロフェリエ」』　https://www.projectdesign.jp/201705/entrepreneurial-society/003612.php
日刊ゲンダイ　社長の本棚　『プロフェリエ社長・澤村昭夫さんは「新釈菜根譚」を重読』　https://www.nikkan-gendai.com/articles/view/life/227639
東京圏雇用労働相談センター主催セミナー　『初めて起業する時の３つのポイント』

### 取得資格
・社会保険労務士　東京社会保険労務士会　勤務登録
・国内旅行業務取扱管理者
・生命保険募集人